# Catacumbas dos Capuchinhos
Catacumbas dos capuchinhos. Setor dos profissionais
As Catacumbas dos Capuchinhos (em italianoː Catacombe dei Cappuccini) é um cemitério subterrâneo criado em 1599, pelos frades capuchinhos. Está localizado na comuna de Palermo, na região italiana de Sicília. As catacumbas já abrigaram em torno de 8.000 múmias, muitas destruídas durante a Segunda Guerra e incêndios. Atualmente, é um ponto turístico da região, com exposição de 1.252 múmias, e são administradas e mantidas pelos frades capuchinhos, sem ajuda do governo.

## História
Em 1534, a Ordem dos Frades Menores Capuchinho chegou em Palermo. O Senado permitiu a construção do convento dos capuchinhos junto à Igreja Nossa Senhora da Paz (Chiesa Santa Maria della Pace). No ano de 1565, a Ordem herda as terras da igreja, após a morte de Don Ottavio d'Aragona. Nesta época, a Constituição de Albacina proibia sepultamento dentro das igrejas. Os frades que faleciam, eram enterrados no lado externo sul da igreja, em covas comuns. No ano de 1580, os frades consagraram um cemitério ao lado do convento, para o enterro dos moradores de Palermo.
Chegou um tempo que não tinha mais espaço para novos enterros e os frades tiveram que fazer exumações para esvaziar as sepulturas. Na exumação de 45 corpos dos frades, observaram que estavam em perfeito estado de conservação e interpretaram como um sinal divino. Em 1599, após tratamento dos corpos, os frades tiveram a permissão de transferir 40 dos corpos dos frades exumados para uma sepultura abaixo do altar-mor da igreja. Então os corpos foram decompostos, tratados, vestidos e foram colocados em nichos ao longo das paredes da sepultura abaixo do altar. O primeiro frade a ser mumificado e sepultado nas Catacumbas foi Silvestro da Gubbio. No ano de 1601, foi necessário fazer ampliações para receber novos corpos preservados de religiosos, e construíram um novo salão e uma capela.
No século XVII, passaram a permitir o sepultamento de nobres e simpatizantes da Ordem dos Frades Capuchinhos que eram capazes de arcar com os custos elevados da mumificação para sepultamento na catacumba. O primeiro nobre a ser sepultado nas catacumbas foi o filho do rei da Tunísia chamado Ayala, falecido em 1620. Após se converter ao catolicismo, foi rebatizado e chamado Filippo d'Austria. Em meados do século XVII, passaram a permitir o enterro de mulheres nas catacumbas.
No ano de 1783, as catacumbas foram abertas para o sepultamento do público em geral. E em 1837, a exposição de corpos foi proibida por lei, devido aos problemas de saúde de cadáveres em decomposição. Alguns corpos foram enterrados sob o solo das catacumbas e marcados com lápides de mármore com inscrições gravadas. Em 1861, o governo italiano promulgou uma lei proibindo a drenagem dos fluídos corporais dos mortos através de colatoios (escorredores), e os sepultamentos só poderiam ocorrer nos locais estabelecidos pelo governo. E as catacumbas foram oficialmente fechadas em 1882. Somente pedidos excepcionais tiveram autorização para fazer o sepultamento nas catacumbas.
Em 1871, o Irmão Riccardo de Palermo foi o último monge a ser sepultado nas catacumbas e o Conde de Isnello Giovanni Licata di Baucina foi o último sepultamento documentado nas catacumbas, no ano de 1939.
Em 11 de março de 1943, a entrada das catacumbas, o setor dos profissionais e das virgens foram danificados devido a um bombardeio durante a Segunda Guerra Mundial. E em 30 de março de 1966, ocorreu um grande incêndio, que destruiu uma parte das estruturas das catacumbas.

## Organização das catacumbas

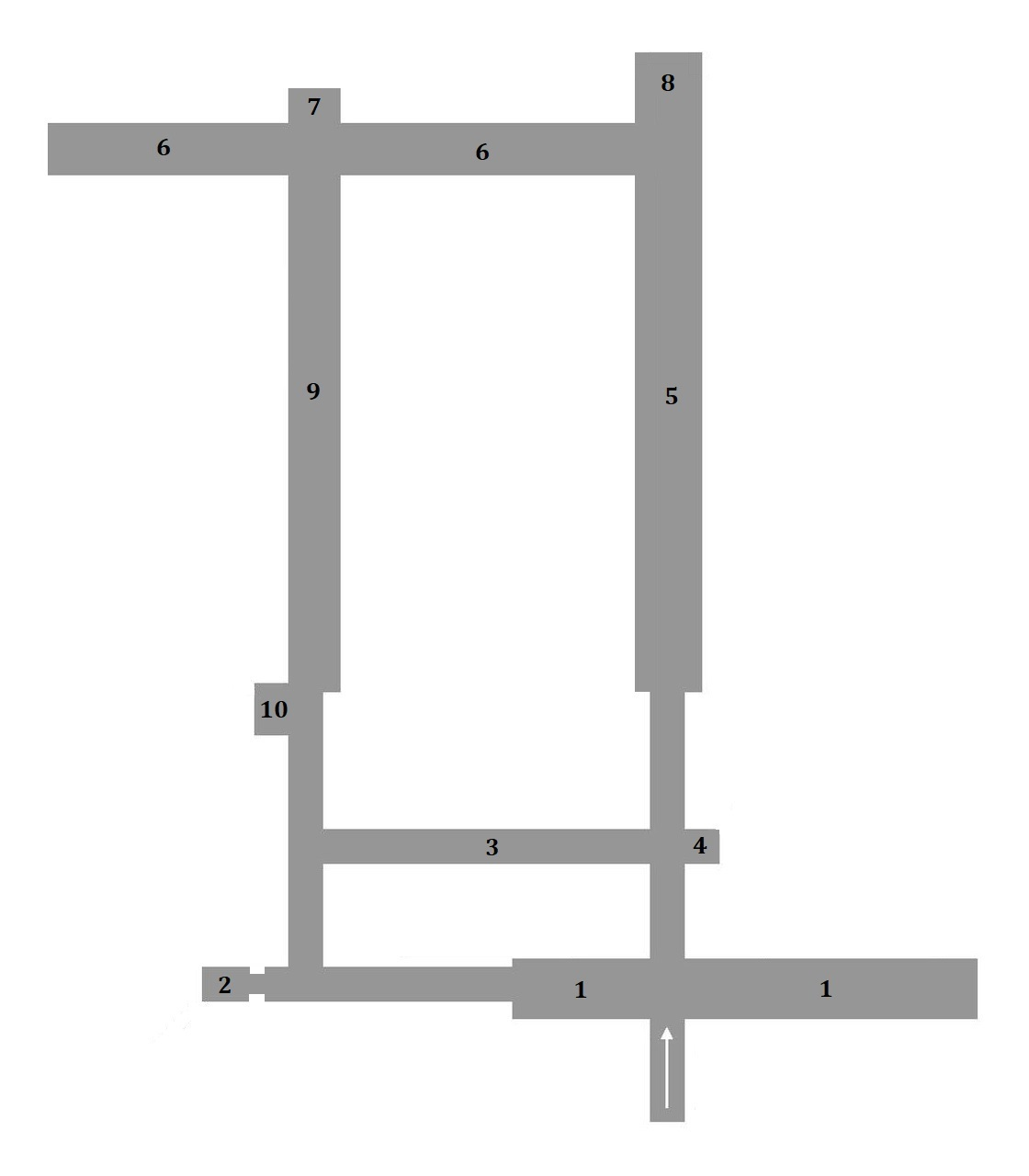
Layout das catacumbas

Os corredores das catacumbas estão organizados por cinco corredores diferentes categorizados para frades, sacerdotes, homens, crianças, mulheres e profissionais.
No setor das virgens existia um altar, que foi substituído por prateleiras e o corpo de quatro jovens mulheres estão como noivas de Cristo, com outras vinte virgens colocadas em prateleiras ao longo das paredes. As múmias são adornadas de branco e coroas. Há um único caixão neste setor, que pertence a uma jovem nobre, falecida em 1866.
O setor dos profissionais inclui médicos, advogados, oficiais, pintores e artistas. O setor dos sacerdotes fica do lado oposto do setor dos frades. Os frades receberam cordas em volta do pescoço em sinal de penitência, e os sacerdotes receberam estolas como sinais de dignidade.

## A mumificação
A princípio, os corpos dos falecidos eram levados para a sala de secagem, colocados sobre um colatoio (escorredores), em posição de decúbito dorsal e a carne era secada ao natural. Esse processo durava em torno de oito meses a um ano. Durante as epidemias, os corpos eram banhados com arsênico, zinco e cal, para não propagar a doença. Os corpos danificados pela dessecação, eram preenchidos com palhas, para restaurar a aparência realista. Após a secagem, os corpos eram lavados com vinagre e água. Depois os vestiam e colocavam nos nichos das catacumbas.
As salas de secagem possuíam uma área de 20 metros quadrados e eram de paredes compostas de calcário e rocha tufácea. Era possível ter até oito corpos secando na sala. Inicialmente eram abertas, mas em meados do século XVII, as salas eram seladas devido ao mau cheiro, e possuíam uma pequena janela para a circulação de ar. Para controle dos frades, no lado externo da porta era anotado o nome do falecido e a data.
Tempos depois, o colatoio foi proibido, a mumificação passou a ser feita por profissionais de embalsamamento em casas funerárias. Evisceravam os corpos, injetavam produtos contendo formaldeído, os vestiam e eram sepultados nas catacumbas.

## Múmia de Rosalia Lombardo

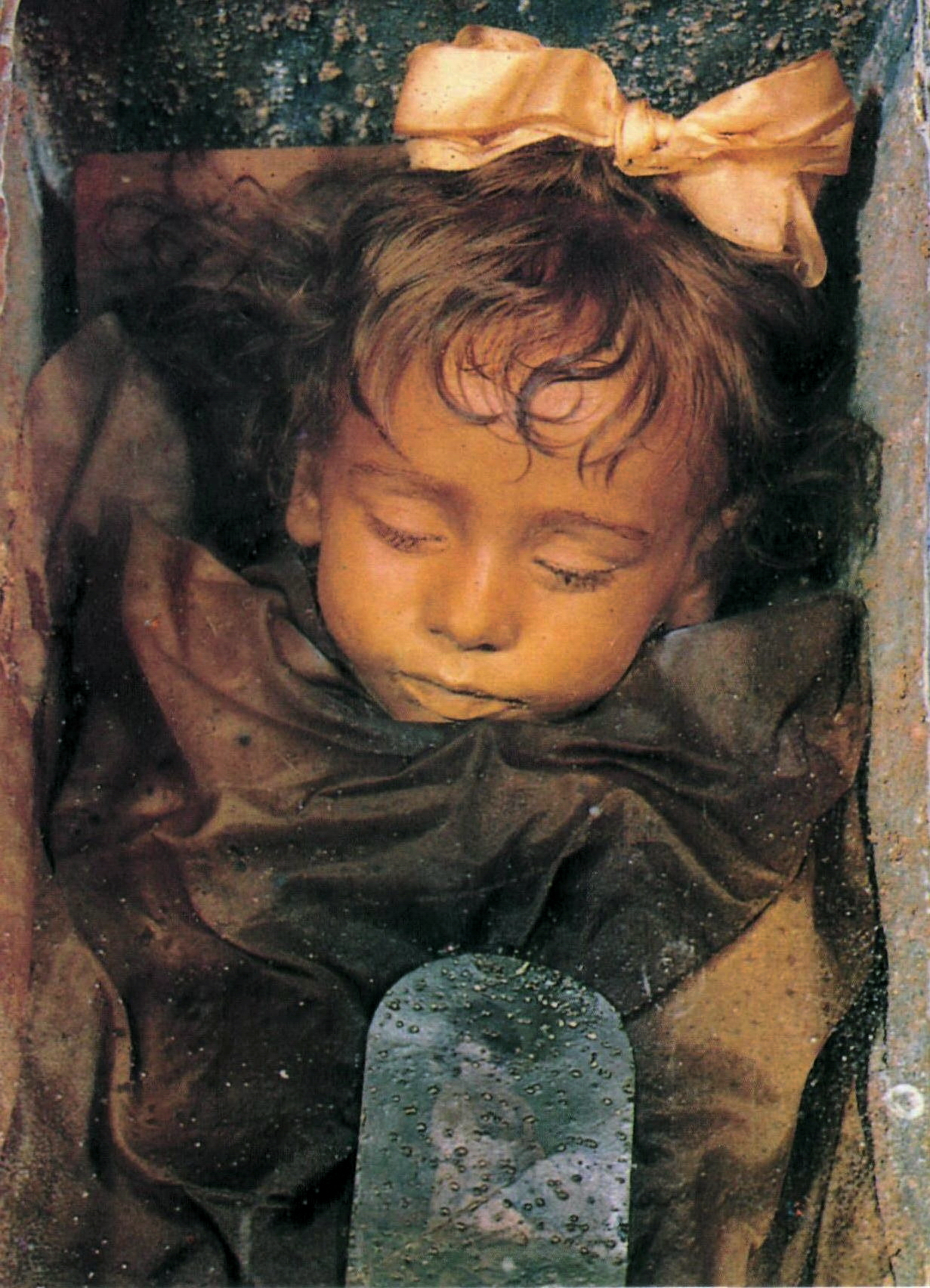
Múmia de Rosalia Lombardo

Rosalia Lombardo faleceu de pneumonia em 1920, com apenas dois anos de idade, e foi embalsamada, a pedido de seus pais Maria Di Cara e Mario Lombardo, oficial da infantaria, pelo taxidermista mais famoso de Palermo, Alfredo Salafia. Salafia utilizou um composto de ácido salicílico, capaz de matar os fungos; sais de zinco, para que o exterior permanecesse rígido; álcool, para secar; e formol, para eliminar as bactérias e aplicou glicerina na pele, para que não ficasse excessivamente seca.
Seu caixão era para ter sido retirado das catacumbas e colocado junto ao túmulo de seu pai. Mas as visitas constantes de familiares e não familiares e o grande interesse do público, fez com que Rosalia permanecesse nas catacumbas.
Foi apelidada de "A bela adormecida", pois se encontra extremamente preservada. Ela foi colocada em uma cápsula especial de vidro, cheia de nitrogênio. Seu caixão possui uma cruz dourada em relevo.

## Sepultamentos notáveis
- Giuseppe Grimau - presidente do reino (1755)[2]
- Filippo Pennino - escultor (1794)[2]
- Giuseppe Velasquez - pintor (1827)[2]
- Giovanni Corrao - partidário (1863)[2]
- Franco Agostino - bispo (1877)[2]
- Giovanni Paterniti - vice-consul americano (1911)[2]

## Estudos científicos
O Projeto Múmias de Sicilia, realizado pela Academia Europeia de Bolzano, analisou e documentou múmias de diferentes criptas e capelas da região da Sicília. As pesquisas foram invasivas, utilizando raio-X e tomografias computadorizadas; e foram analisados a idade, o sexo, as condições patológicas e processos de mumificação. Os estudos mostraram que a maioria das pessoas mumificadas das Catacumbas de Palermo possuíam uma dieta equilibrada de carne, peixe, grãos, legumes e laticínios. Alguns indivíduos apresentaram sinais de doenças como gota e doenças ósseas.
A Universidade de Staffordshire realizará um projeto para estudar e documentar as 163 múmias de crianças presentes nas Catacumbas dos Capuchinhos. Os estudos pretendem analisar a saúde, o desenvolvimento e a identidade das crianças. E descobrir a motivação da mumificação das crianças, já que o ritual era destinado aos adultos. A pesquisa será não invasiva, utilizando máquinas portáteis de raios-X.

## Turismo
As catacumbas estão abertas ao público, com entrada paga. O primeiro corredor construído das catacumbas, onde estão os primeiros frades sepultados, está fechado para visitação. O acesso às catacumbas se dá através de uma porta localizada ao lado da igreja e é expressamente proibido tirar fotos.

## Galeria de fotos

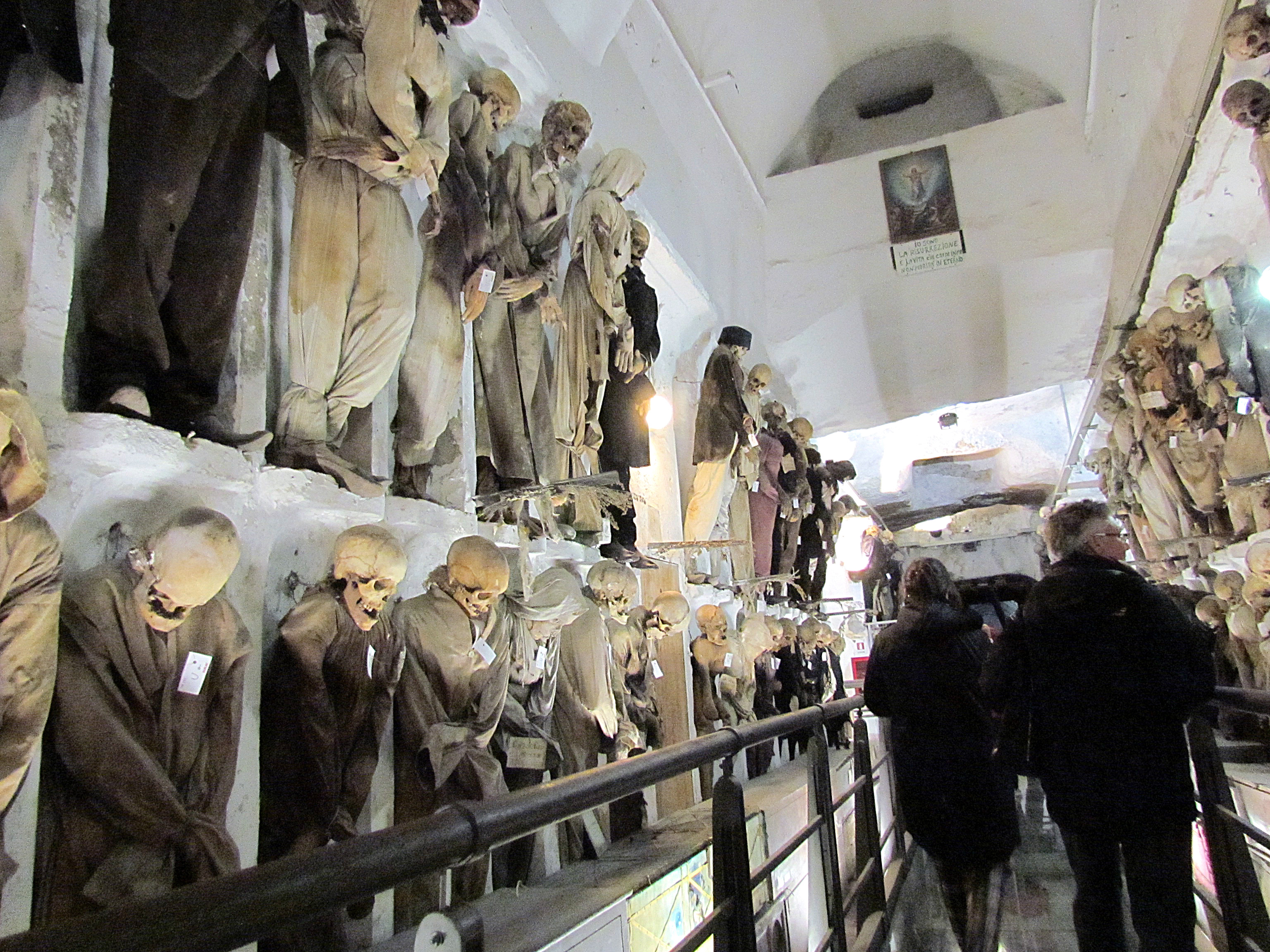
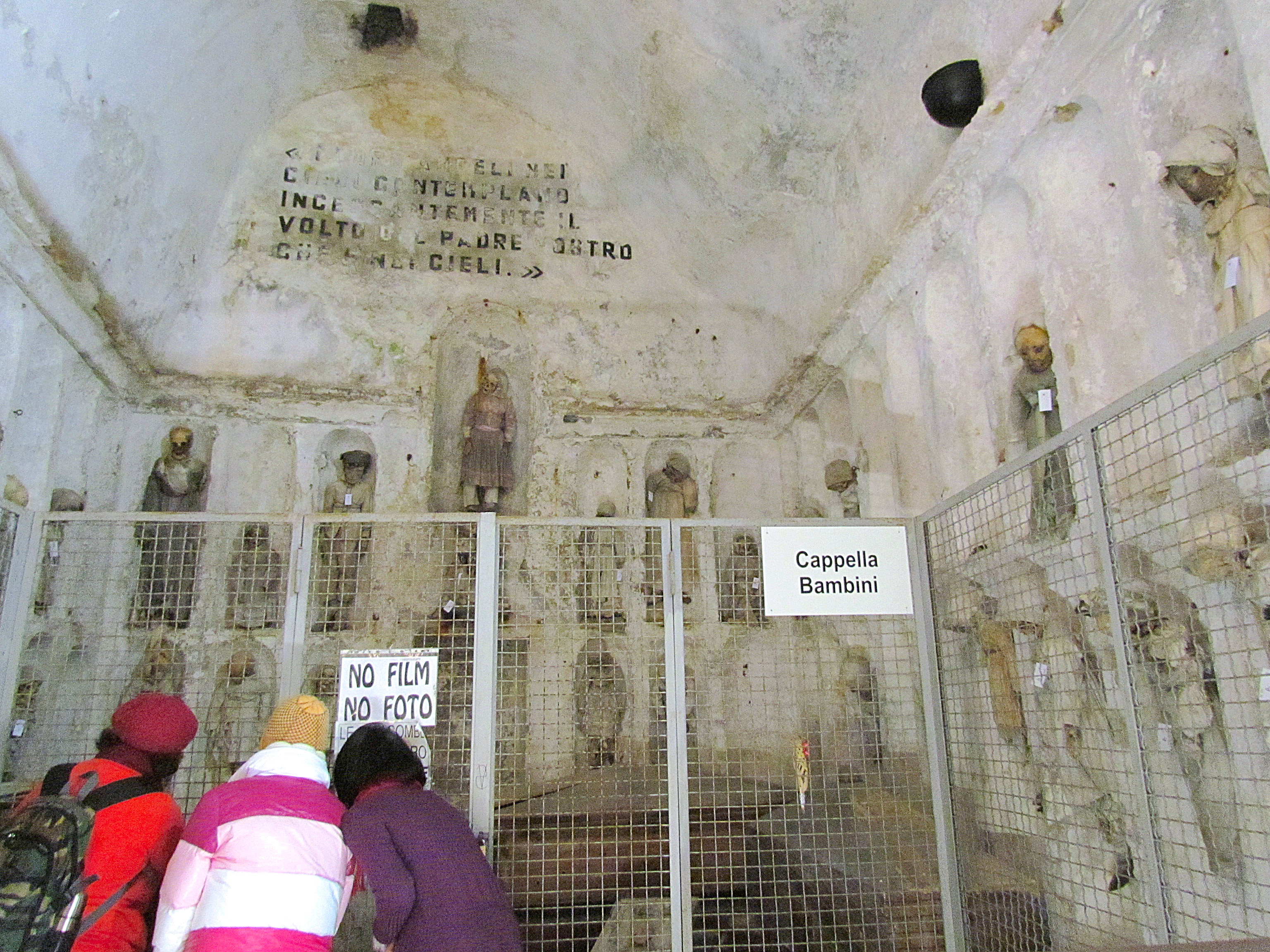
Capela das crianças
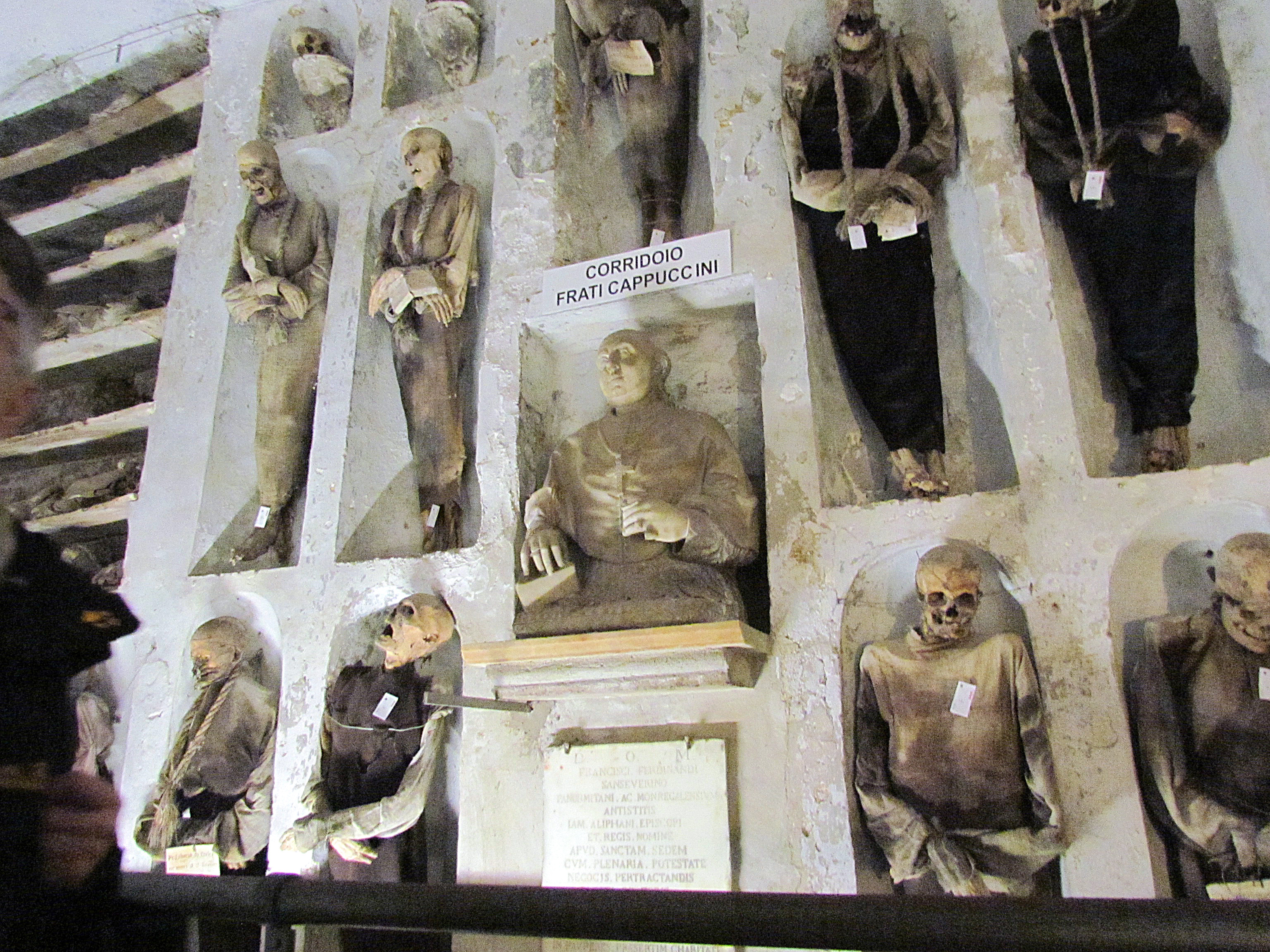
Setor dos frades
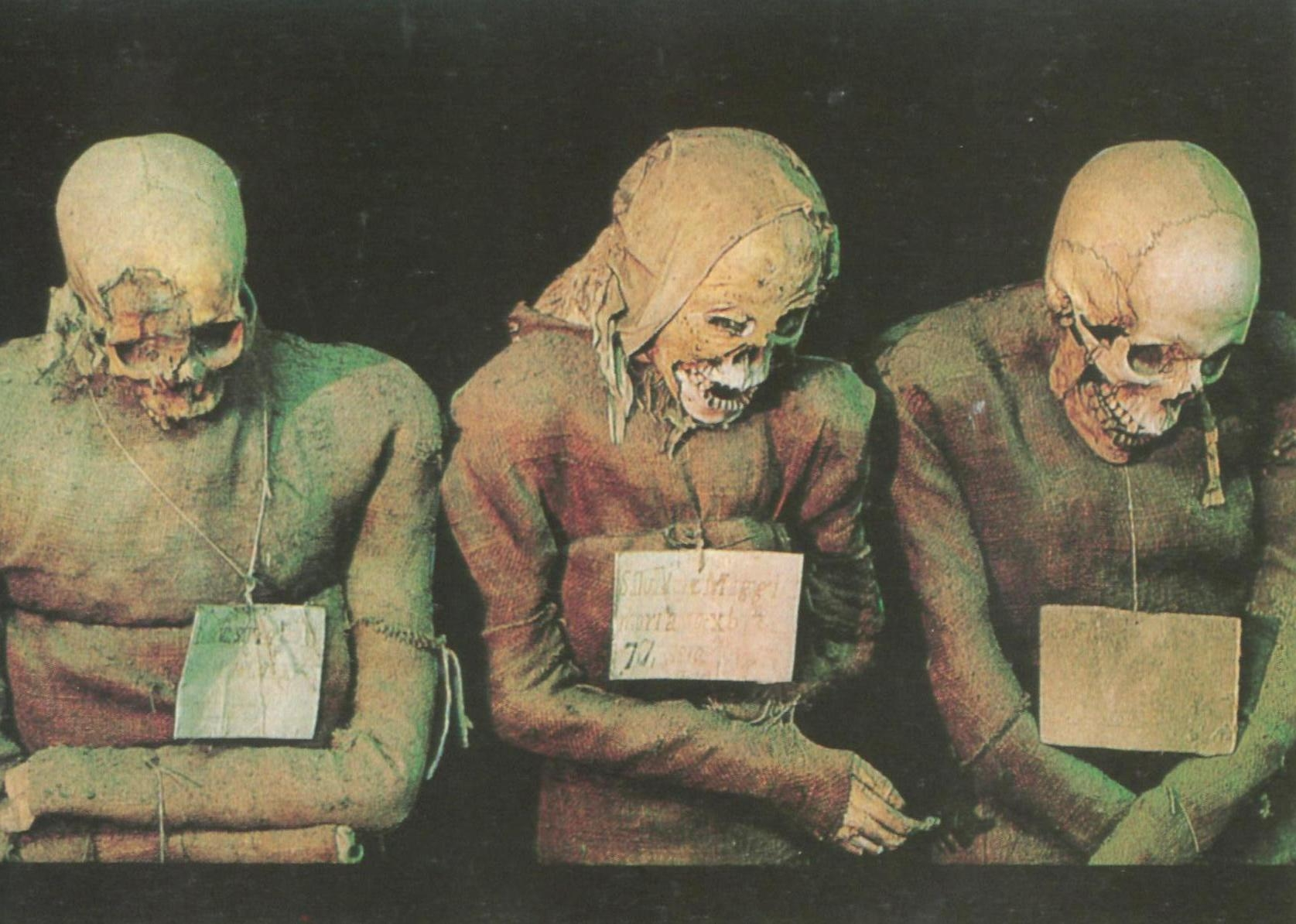
Setor dos frades
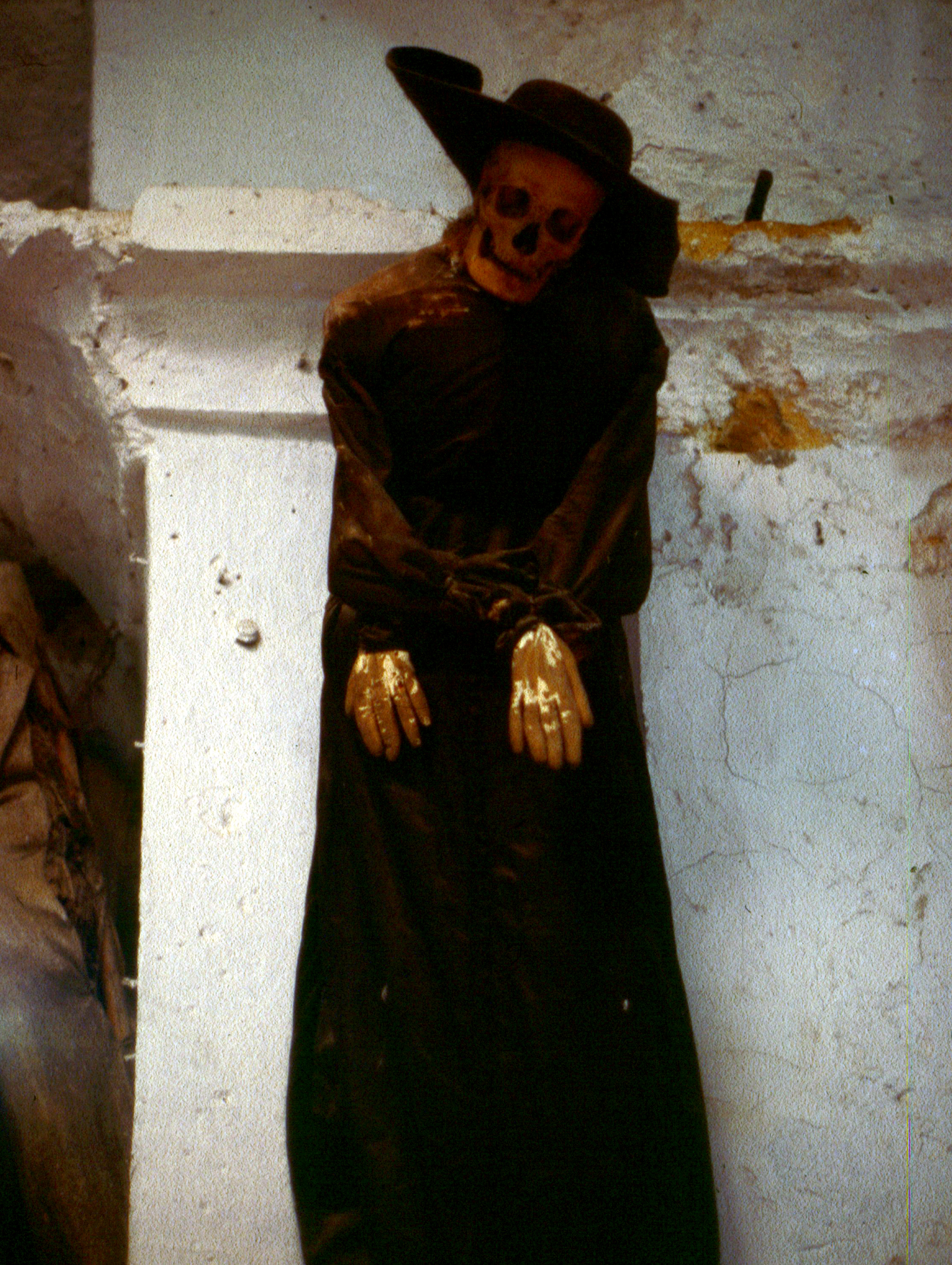
Setor dos sacerdotes
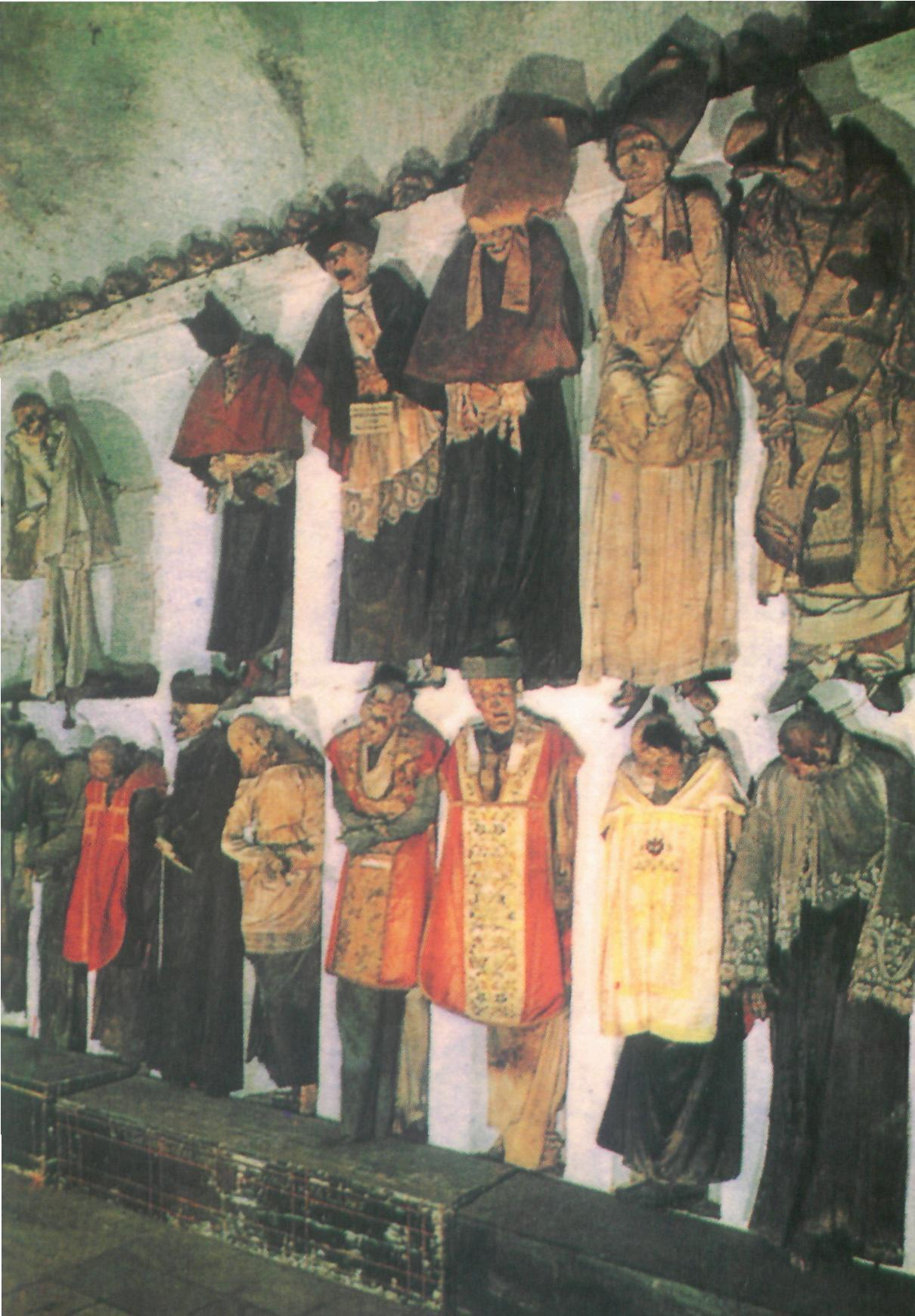
Setor dos sacerdotes
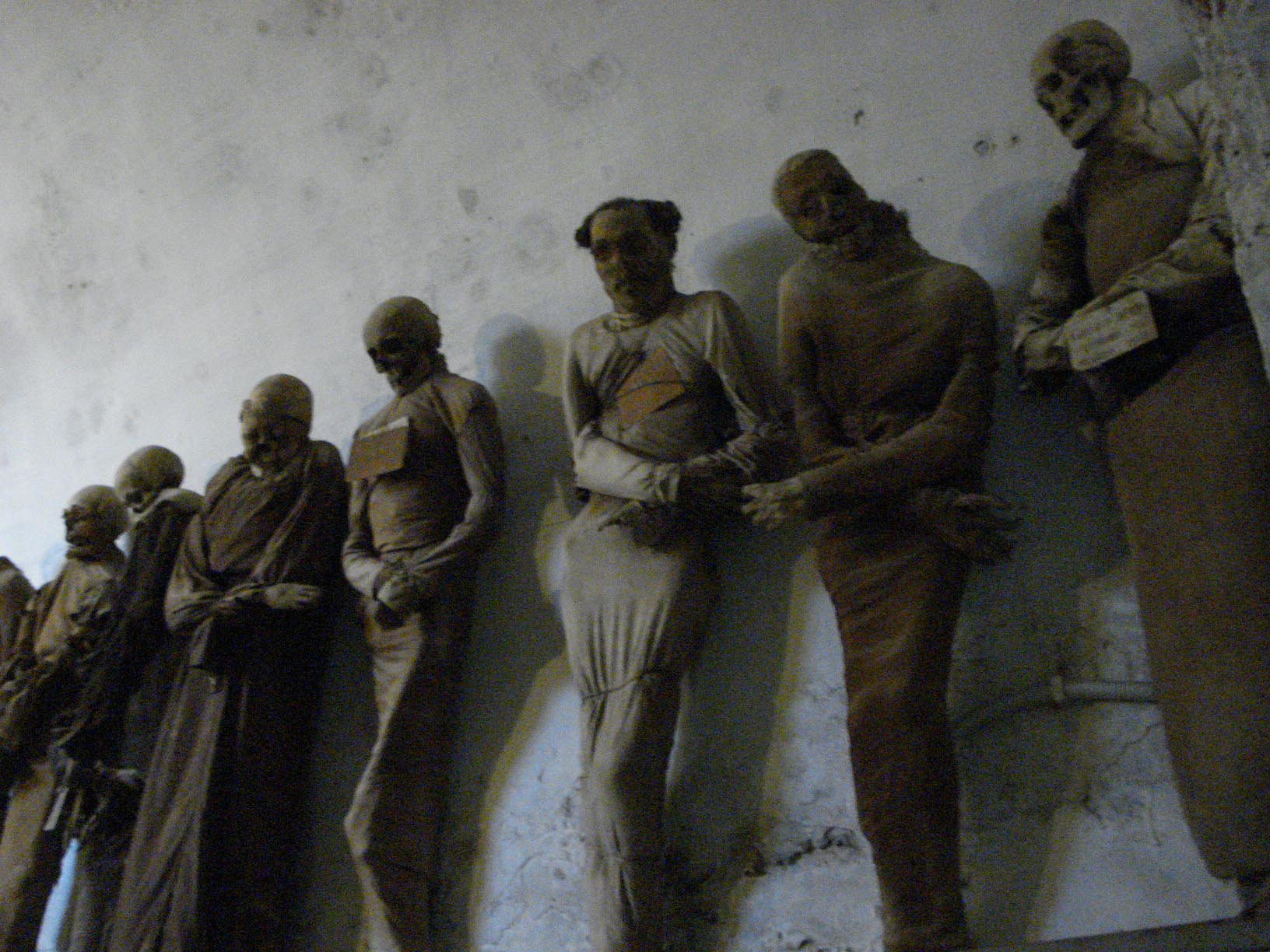
Setor do profissionais
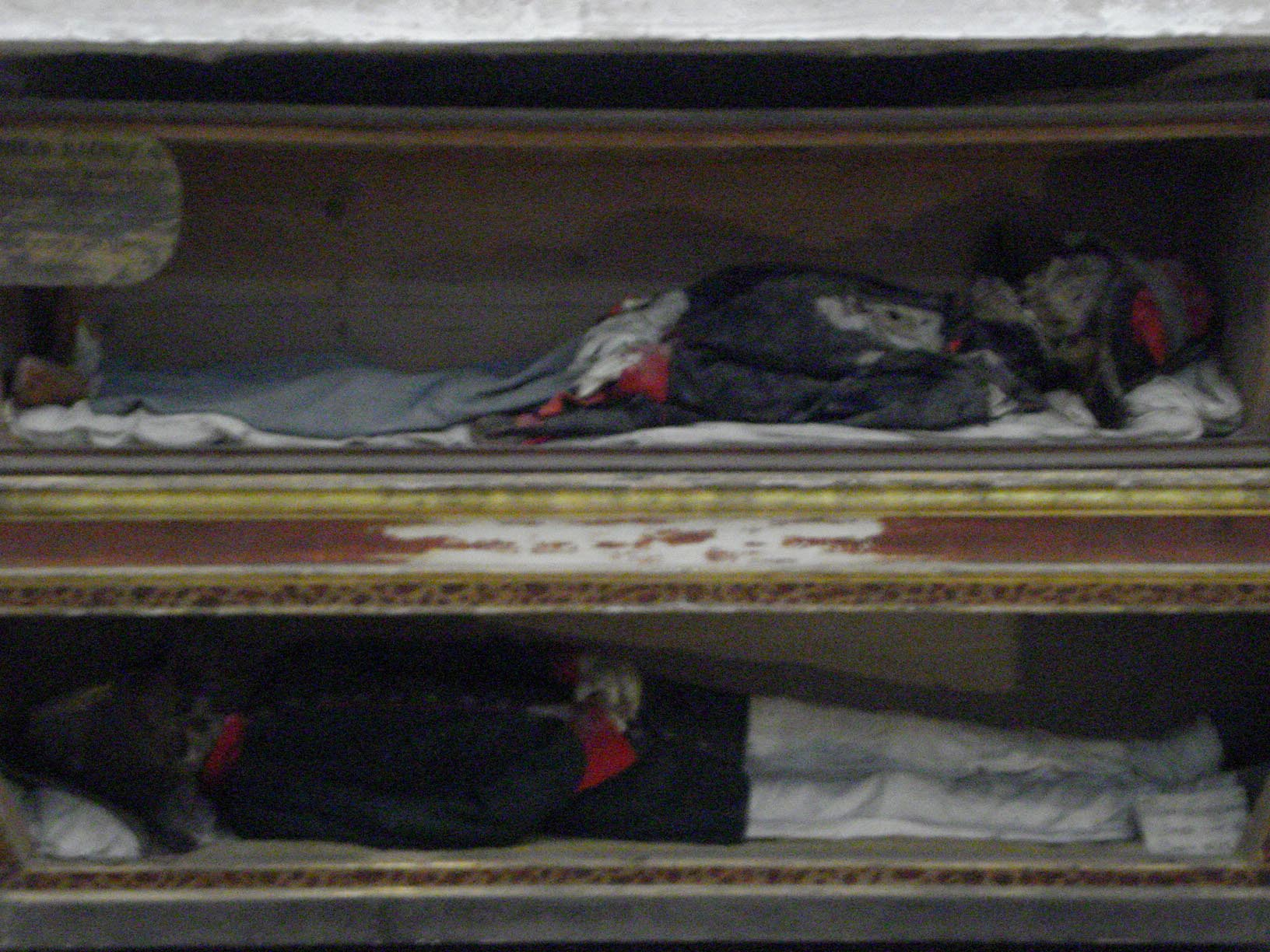
Setor dos profissionais
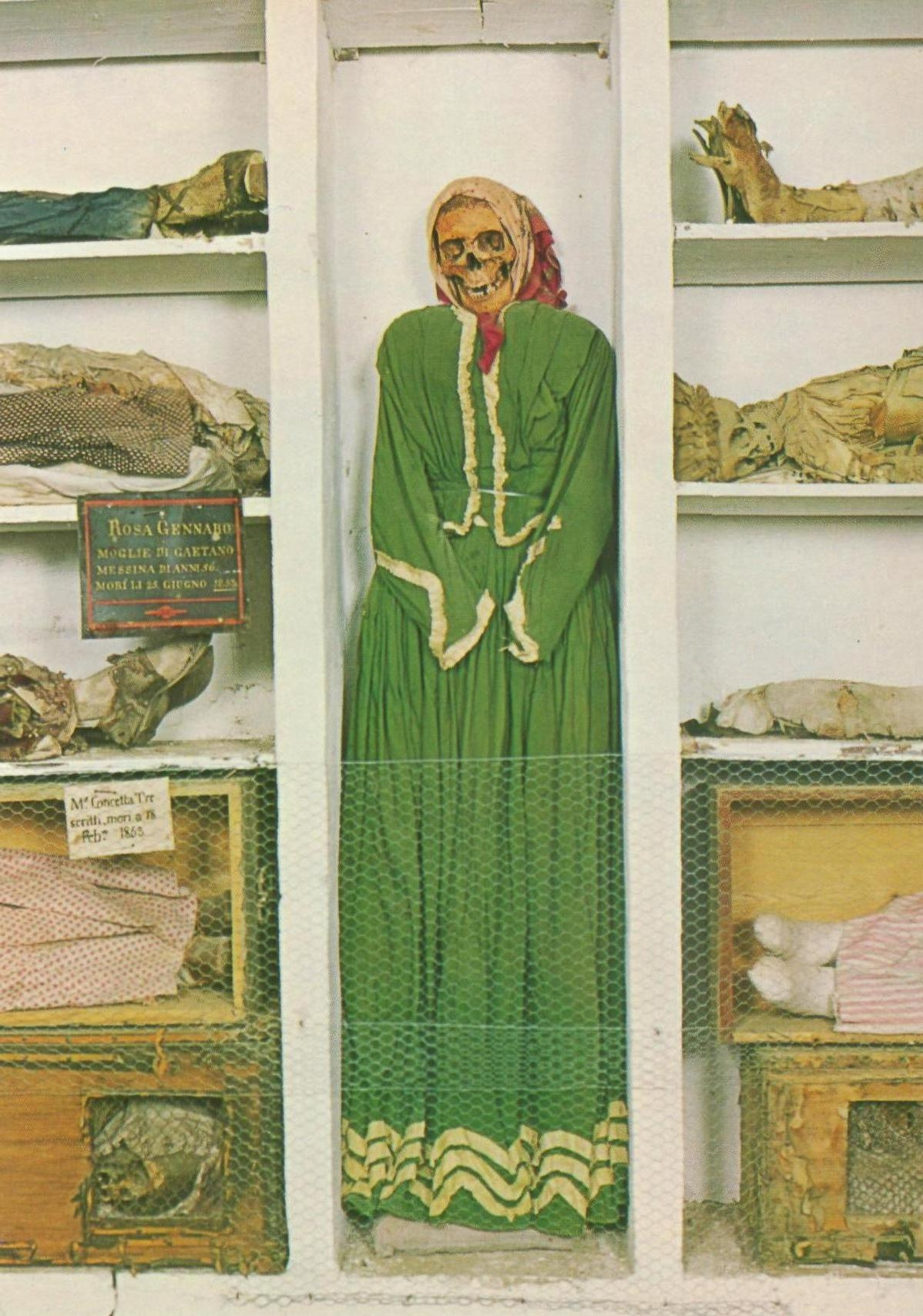
Setor das mulheres
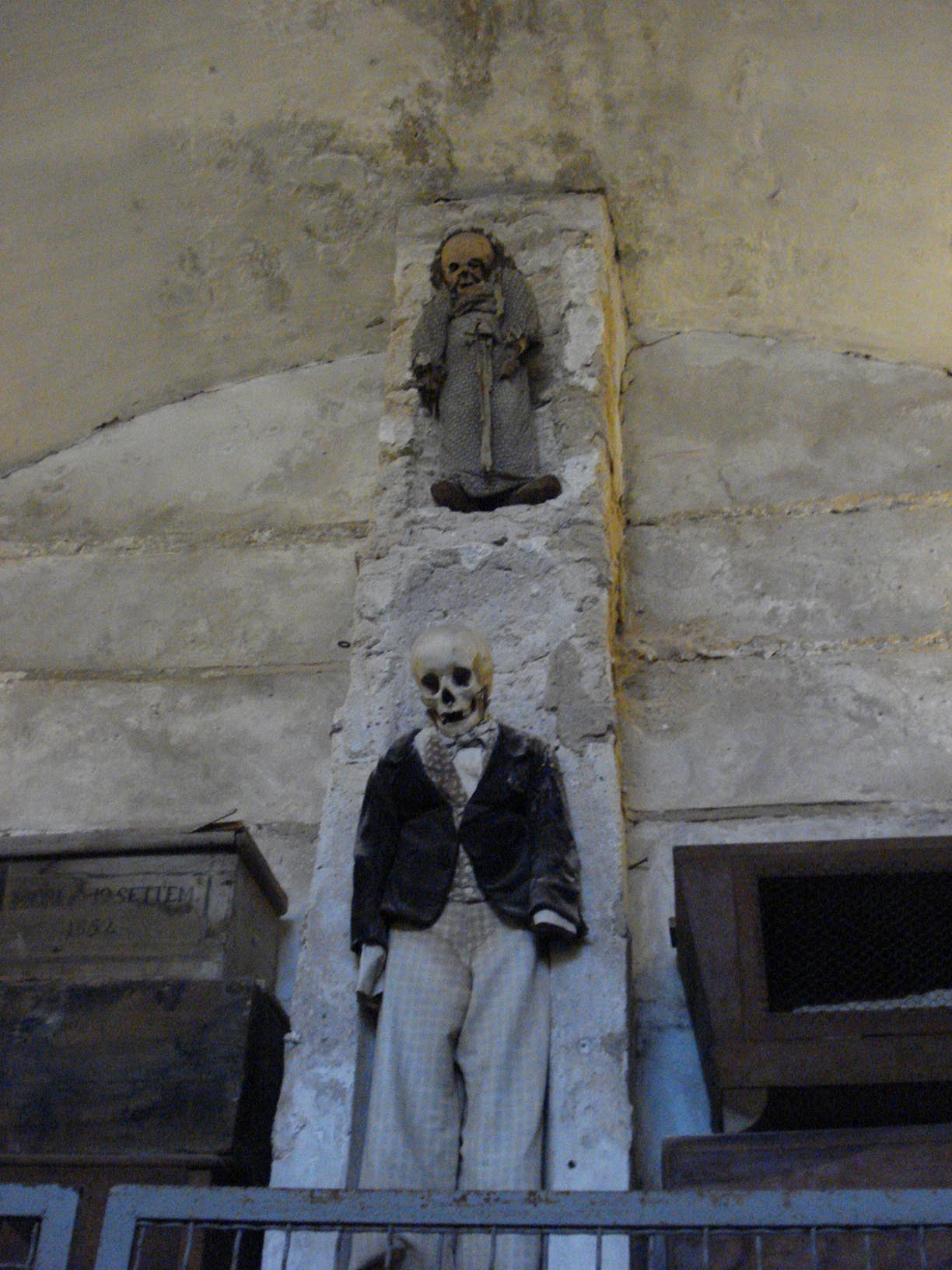
Setor dos homens
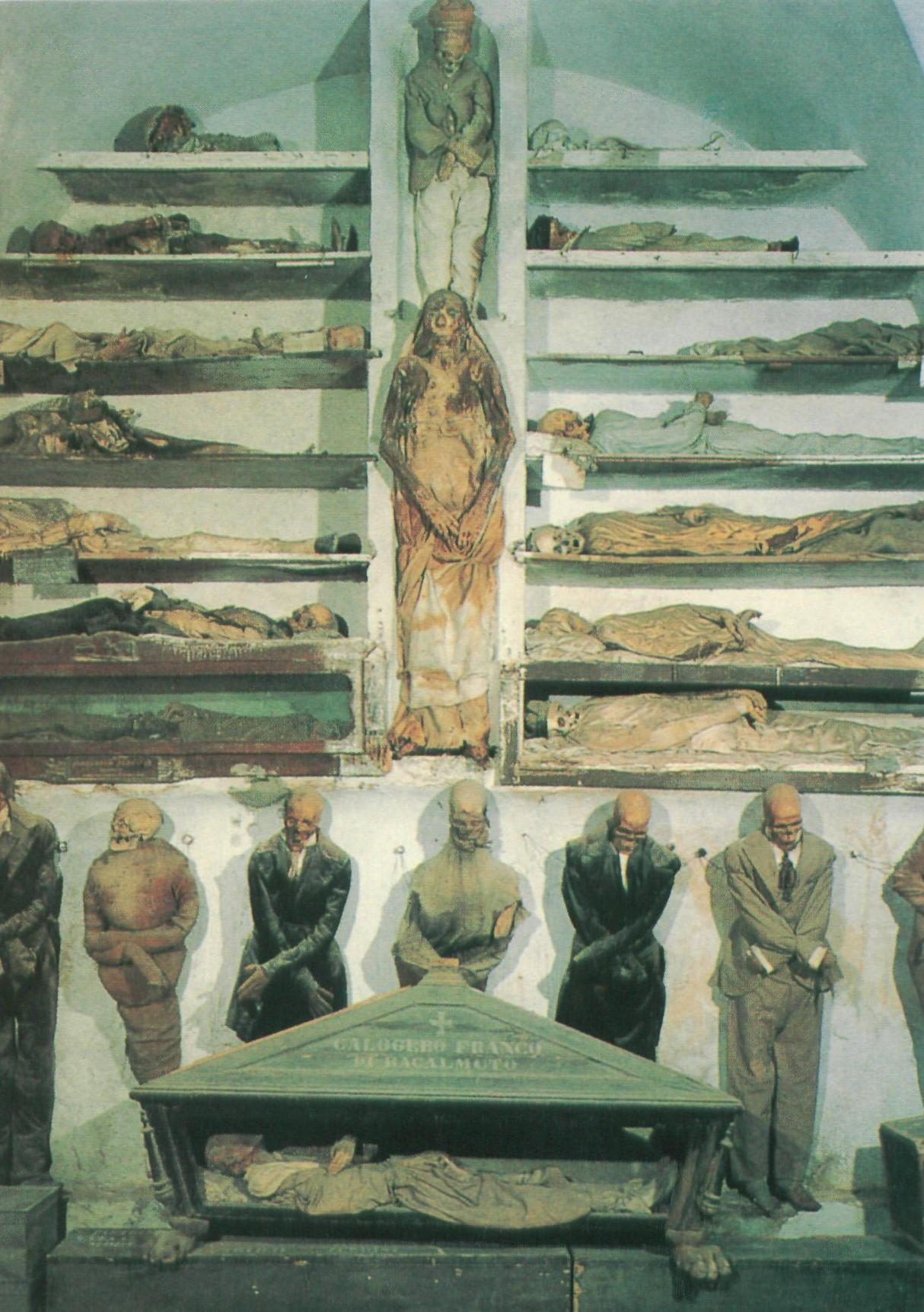
Setor dos homens